# Makabana flygplats
Makabana flygplats är ett flygfält vid orten Makabana i Kongo-Brazzaville. Den ligger i departementet Niari, i den sydvästra delen av landet, 300 km väster om huvudstaden Brazzaville. Makabana flygplats ligger 151 meter över havet. IATA-koden är KMK och ICAO-koden FCPA. Flygfältet byggdes av gruvbolaget Comilog och övertogs senare av staten.